# Daniel Amor
Daniel Amor (* 27. Januar 1973 in Zürich) ist ein Schweizer Autor.

## Leben
Daniel Amor wurde 1973 als Sohn eines Engländers und einer Tschechin geboren. Er wuchs in der Schweiz und in Deutschland auf. Nach seinem Studium in Italien arbeitet er bei Hewlett-Packard in verschiedenen Positionen im Bereich E-Business. Erfahrungen, die er aus seinen Kundenprojekten gewonnen hat, verarbeitete er zu seinen Büchern.
Amor lebt mit seiner Frau und zwei Töchtern in Stuttgart. Die E-Business (R)Evolution wurde zu einem Bestseller, der in zweiter Auflage bereits in zwölf Sprachen veröffentlicht wurde.

## Schriften
- Das Handy gegen Zahnschmerzen und andere Geschäftsmodelle für die Dienstleister von morgen, Galileo Press Bonn 2002, ISBN 3-89842-173-2
- Die E-Business-(R)Evolution : das umfassende Executive-Briefing, Galileo Press Bonn 2000, ISBN 3-934358-67-5, Bonn 2001, ISBN 3-89842-185-6
- Dynamic commerce : Online-Auktionen – Handeln mit Waren und Dienstleistungen in der Neuen Wirtschaft, Galileo Press Bonn, 2000, ISBN 3-934358-64-0
- Internet Future Strategies
- Radical Simplicity
- E-Business Aktuell 2004, Wiley-VCH Weinheim, 2004, ISBN 3-527-50068-5